# Cunggel
Cunggel är en bergstopp i Schweiz.   Den ligger i regionen Plessur och kantonen Graubünden, i den östra delen av landet, 170 km öster om huvudstaden Bern. Toppen på Cunggel är 2 413 meter över havet, eller 131 meter över den omgivande terrängen. Bredden vid basen är 1,5 km.
Terrängen runt Cunggel är huvudsakligen bergig, men den allra närmaste omgivningen är kuperad. Närmaste större samhälle är Chur, 10,7 km väster om Cunggel. 
Trakten runt Cunggel består i huvudsak av gräsmarker. Runt Cunggel är det glesbefolkat, med 8 invånare per kvadratkilometer.